# Johannes Münze
Johannes Münze (* 26. März 1823 in Köln; † 22. Mai 1868 in Magdeburg) war ein Pionier der deutschen Arbeiterbewegung.

## Leben
Seit circa 1848 lebte Münze in Magdeburg. Im Juni 1855 wurde Münze in der Liste der Schutzverwandten aufgenommen und hatte somit in Magdeburg Gewerbe- und Wohnerlaubnis. Zunächst wohnte er in der Großen Junkerstraße 18, ab 1856 in der Dreienbrezelstraße 9a. Zusammen mit Julius Bremer gründete der gelernte Schneider Münze 1863 in Magdeburg einen Arbeiterbildungsverein. Dieser stellte den Beginn der gewerkschaftlichen Arbeit in Magdeburg dar. Während Münze und Bremer mit Hilfe des Vereins die Idee des Kommunismus verbreiten wollten, setzten die Vereinsvorsitzenden Max Hirsch und Leberecht Uhlich eine inhaltliche Beschränkung der Vereinsarbeit auf berufliche Weiterbildung und Allgemeinbildung durch. Der Einflussmöglichkeiten auf den Verein weitgehend beraubt, gründete Münze am 15. Oktober 1864 die Magdeburger Gruppe des Allgemeinen Deutschen Arbeitervereins, deren Vorsitzender er wurde. Bereits im Mai 1865 wurde die Gruppe verboten. Münze wurde zu einer empfindlichen Geldstrafe verurteilt.
1866 gründeten Münze und Bremer die Magdeburger Sektion der Internationalen Arbeiterassoziation. Auch hier übernahm er den Vorsitz der jedoch in der Illegalität arbeitenden Gruppe. Münze stand dem Bund der Kommunisten nahe.
Münze engagierte sich in besonderem Maße gegen Krieg als Mittel der Politik und für den Frieden.
Nach schwerer Krankheit verstarb er 1868.
Ihm zu Ehren benannte die Stadt Magdeburg eine Straße (Johannes-Münze-Straße).